# Potamotrygon yepezi
Potamotrygon yepezi  (лат.) — вид скатов рода речных хвостоколов одноимённого семейства из отряда хвостоколообразных скатов. Обитает в тропических водах бассейна реки Кататумбо, Южная Америка. Максимальная зарегистрированная ширина диска 40 см. Грудные плавники этих скатов образуют округлый диск. Спинные и хвостовой плавники отсутствуют. В средней части хвостового стебля расположен ядовитый шип. Рацион состоит из личинок насекомых. Не являются объектом целевого лова, но представляют некоторый интерес для аквариумистов.

## Таксономия
Впервые вид был научно описан в 1970 году. Вид назван в честь Агустина Фернандеса Йепеза за его вклад в ихтиологию Венесуэлы. Этих скатов легко спутать с Potamotrygon humerosa and Potamotrygon scobina.

## Ареал
Potamotrygon yepezi обитают в Южной Америке, в тропических водах бассейна реки Кататумбо на территории Колумбии, Венесуэлы и Боливии. 

## Описание
Широкие грудные плавники Potamotrygon yepezi срастаются с головой и образуют овальный диск. Спинные плавники и хвостовой плавник отсутствуют. Позади глаз расположены брызгальца. Брюшные плавники закруглены и почти полностью прикрыты диском. На вентральной стороне диска расположены ноздри и 5 пар жаберных щелей.  На дорсальной поверхности хвостового стебля имеется ядовитый шип. Каждые 6—12 месяцев он обламывается и на его месте вырастает новый. У основания шипа расположены железы, вырабатывающие яд, который распространяется по продольным канавкам. В обычном состоянии шип покоится в углублении из плоти, наполненном слизью и ядом. 
Дорсальная поверхность диска окрашена в оливковый цвет и покрыта тёмными пятнышками. Максимальная зарегистрированная ширина диска 40 см.

## Биология
Подобно прочим хвостоколообразным Potamotrygon yepezi размножаются яйцеживорождением. В неволе численность помёта составляет 1—новорожденных, беременность длится 9—12 недель. Рацион состоит из личинок насекомых. В неволе их кормят различными беспозвоночными, в том числе ракообразными и червями. У этих скатов высокий метаболизм и в искусственных условиях их рекомендуется кормить дважды два раза в день. В аквариуме их содержат при температуре воды 23—29 °C, pH 6.0—7.0 и жёсткости 2—12 °H.

## Взаимодействие с человеком
Вид не является объектом целевого промысла. Представляет определённый интерес для аквариумистов в качестве декоративной рыбы. Страдает от ухудшения условий среды обитания, обусловленного антропогенными факторами. Данных для оценки Международным союзом охраны природы статуса сохранности вида недостаточно.